# شهرستان شان
شهرستان شان (به لاتین: Shan County) یک شهرستان‌های جمهوری خلق چین در چین است که در هزه (شاندونگ) واقع شده‌است.